# Kościół św. Mikołaja w Brzezinach
Kościół św. Mikołaja w Brzezinach – drewniany rzymskokatolicki kościół parafialny pw. św. Mikołaja, zbudowany w XV w., znajdujący się w miejscowości Brzeziny.
W 1936 i 1954 obiekt wpisany do rejestru zabytków. Włączony do podkarpackiego Szlaku Architektury Drewnianej.

## Historia obiektu
Kościół wzniesiony został najprawdopodobniej w 2 poł. XV w. z inicjatywy Stanisława Rokosza herbu Ostoja, ówczesnego właściciela wsi. Kościół wzmiankowany był w 1470. Konsekracja kościoła nastąpiła w 1501. Zgodnie ze średniowieczną tradycją otwory okienne znajdowały się jedynie od strony południowej (poza jednym oknem o ostrołukowym wykroju we wsch. ścianie prezbiterium), a do kościoła prowadziły dwa wejścia: od zachodu i południa. W 1 poł. XVII w. kościół ozdobiono figuralno-ornamentalną polichromią (rekonstruowaną częściowo w latach 50. XX w.), a w 1 ćw. XVIII w. ufundowano nowe elementy wyposażenia świątyni (m.in. ołtarz główny). W czasach nowożytnych budowla otoczona została sobotami, wzniesiono wieżyczkę na sygnaturkę i wolnostojącą wieżę-dzwonnicę. Kościół został gruntownie przebudowany w latach 1772–1777 z inicjatywy proboszcza Józefa Kazimierza Szalickiego (m.in. do nawy dobudowano wówczas obszerny babiniec, ufundowano też nowe elementy wyposażenia – cztery ołtarze boczne). W XIX i pocz. XX w. świątynię wielokrotnie poddawano remontom bieżącym (m.in. wymieniając pokrycie dachów z gontu na blachę).
W 1933 roku kościół rozbudowano według projektu architekta Wacława Krzyżanowskiego. Prezbiterium i nawę rozsunięto wbudowując pomiędzy nimi transept. Budowla zyskała w ten sposób rzut krzyża. Nawa obudowana została szerokim podcieniem, ściany z zewnątrz oszalowano. Rekonstrukcję polichromii przeprowadzano w latach 1957–1961, 80. oraz 2000–2006.

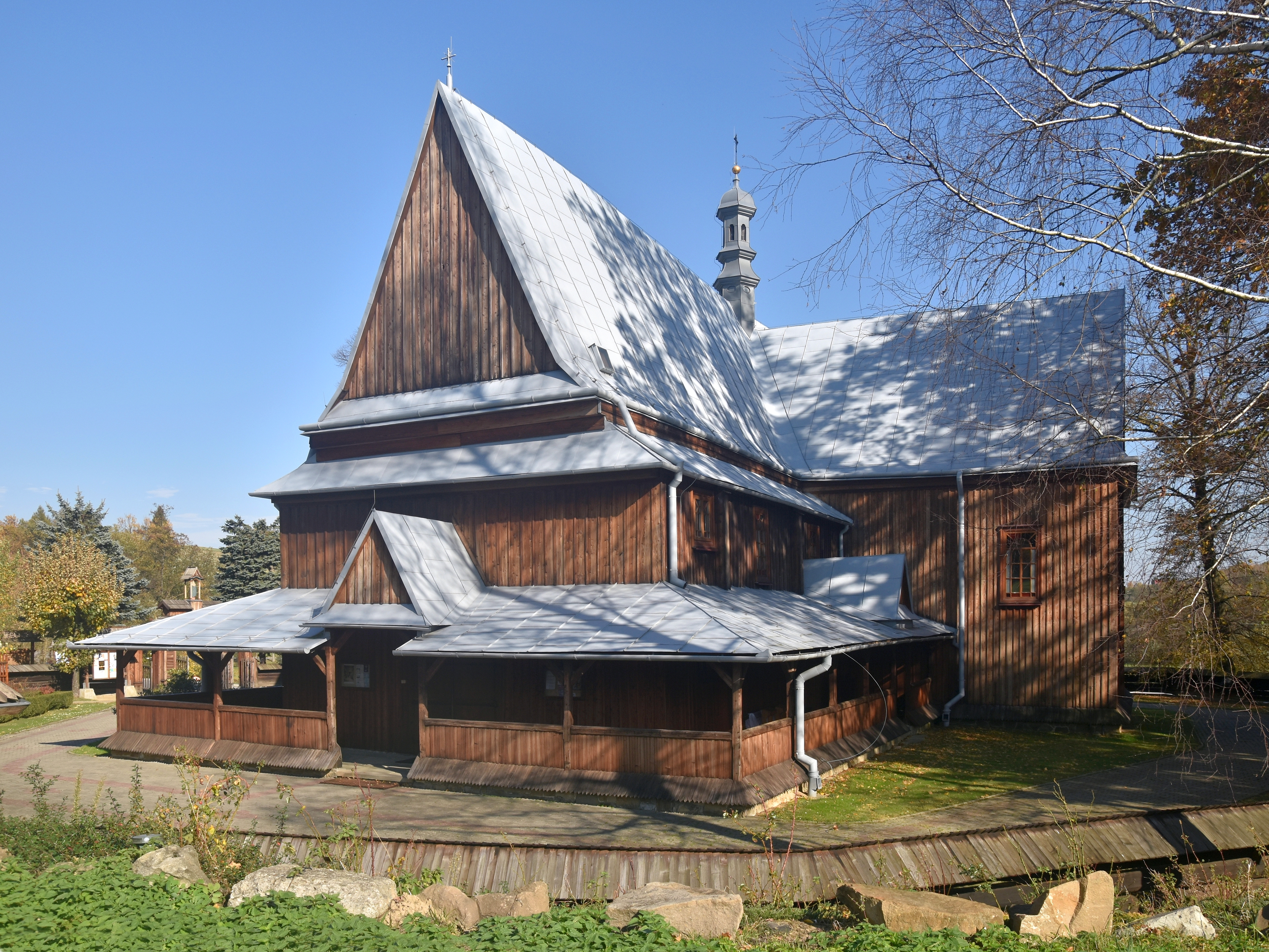
Elewacja zachodnia
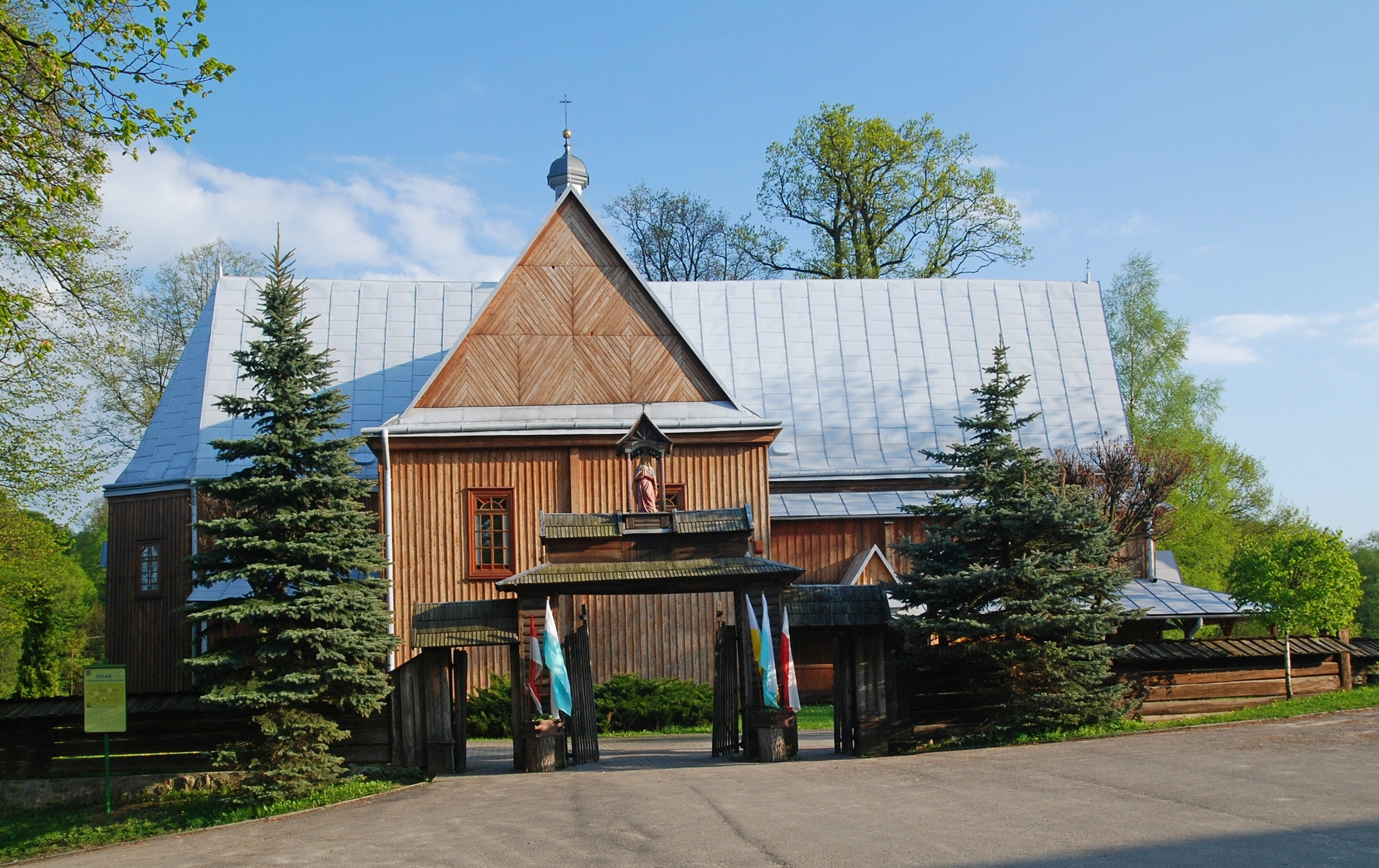
Elewacja frontowa
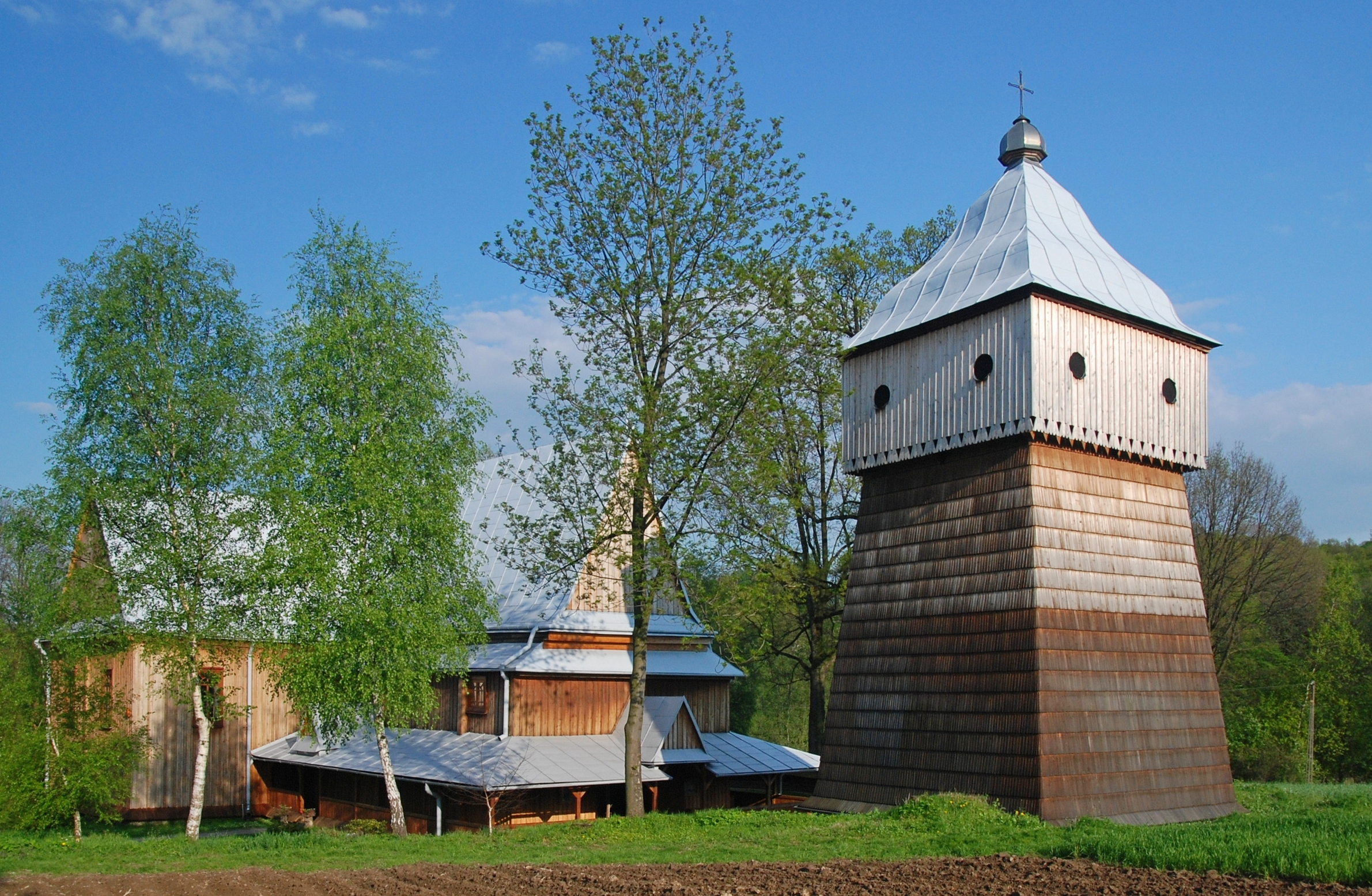
Widok od strony północnej

## Architektura i wyposażenie
Kościół jest orientowany, wzniesiony w konstrukcji zrębowej, na dębowej podwalinie. Pierwotnie zbudowany w tradycji późnogotyckiej, składał się z prezbiterium na rzucie prostokąta zamkniętego od wschodu trójbocznie i szerszej nawy na rzucie zbliżonym do kwadratu. Do prezbiterium przylegała od północy zakrystia na rzucie wydłużonego prostokąta. Obecnie, po przebudowie z 1933 kościół ma rzut krzyża. Prezbiterium i nawa zostały rozsunięte i wbudowano ramię poprzeczne – transept. Do prezbiterium od północy i południa przylegają zakrystia i składzik na rzutach prostokątów. Nawa otoczona jest z trzech stron podcieniami. Prezbiterium i nawa nakryte są dachem dwuspadowym, jednokalenicowym, z sześcioboczną wieżyczką na sygnaturkę. Partie nawy nad zaskrzynieniami mają dachy pulpitowe. Transept, o ścianach równych wysokością ścianom prezbiterium i nawy, nakryty jest dwuspadowym dachem nieznacznie niższym od dachu kościoła. Zakrystia, składzik i podcienia wokół nawy kryją dachy pulpitowe. Nad prezbiterium i częściowo nad nawą zachowała się więźba dachowa w typie storczykowym z wzdłużnym usztywnieniem. W ścianie wschodniej prezbiterium zachowało się (zabite w 1933) okno o wykroju ostrołukowym. Ściany oszalowane są deskami w układzie pionowym.
Wnętrze nakryte jest stropem płaskim, w nawie z zaskrzynieniami wspartymi na trzech parach kolumn. Ściana tęczowa ma wykrój prostokątny. Chór muzyczny XVIII-wieczny, rokokowy, z silnie wysuniętą częścią środkową i parapetem o wklęsło-wypukłym rzucie, wsparty jest na czterech kolumnach. Wnętrze ozdobione dekoracją malarską. W nawie zachowały się fragmenty malowanych krzyży konsekracyjnych tzw. zacheuszy z ok. 1500. Bogata, późnorenesansowa figuralno-ornamentalna dekoracja malarska z 1 poł. XVI w. pokrywa ściany i strop prezbiterium oraz ściany nawy. Składają się nań m.in. przedstawienia z Nowego Testamentu, cykl scen z życia św. Mikołaja, sceny męczeństw świętych, a na stropie prezbiterium ślady podziałów kasetonowych.
Do cennych elementów wyposażenia kościoła należą:
- kamienna chrzcielnica z 1497, w kształcie kielicha z ośmioboczną czarą zdobioną arkadkami z trzykrotnie wykutym herbem Ostoja;
- płaskorzeźba ze sceną Opłakiwania Chrystusa z 1 ćw. XVI w., o wyraźnych wpływach twórczości Wita Stwosza, wykonana zapewne przez rzeźbiarza krakowskiego;
- barokowy prospekt organowy z XVII w.;
- ołtarz główny w stylu późnobarokowym z 1700;
- ołtarze boczne w stylu rokokowym z lat 1774–1777;
- ambona rokokowa z 1768.

## Otoczenie
Od strony zachodniej znajduje się wolnostojąca barokowa dzwonnica z XVII w., konstrukcji słupowo-ramowej zwieńczona izbicą i ostrosłupowym hełmem.